# 안준성 (음악가)
안준성(1993년 2월 18일 ~ )은 한국계 미국인 바이올린 연주자, 유튜버다. JuNCurryAhn이라는 유튜브 채널을 운영하고 있으며, Boys generally Asian의 일원으로도 활동하고 있다. K-pop 커버로 잘 알려져 있다.